# Hôtel de Ville (Poitiers)

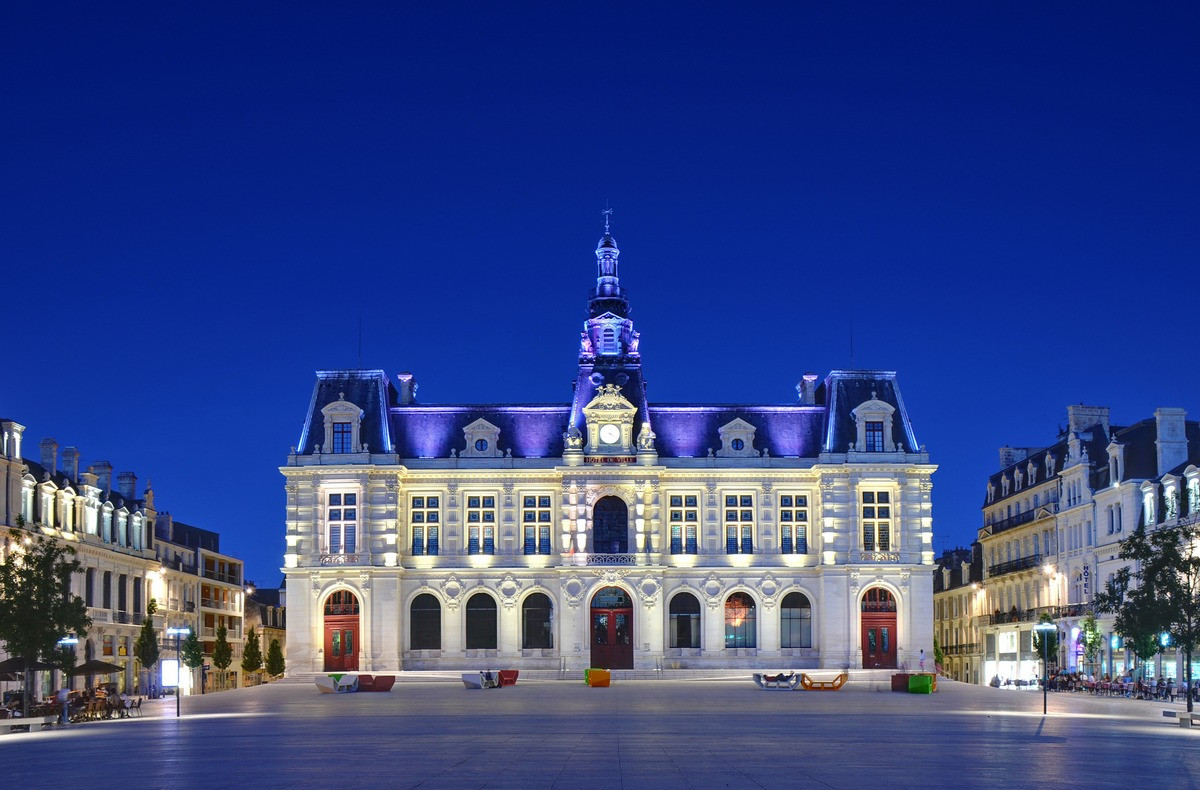
Hauptfassade zum Place du Maréchal-Leclerc

Das Hôtel de Ville (Rathaus) ist eine repräsentative Anlage im Stil des Zweiten Kaiserreichs, das zwischen 1869 und 1875 in Poitiers errichtet wurde.

## Geografische Lage
Das Rathaus liegt am Place du Maréchal-Leclerc (früher: Place d’Armes), heute eine Fußgängerzone in Poitiers.

## Geschichte

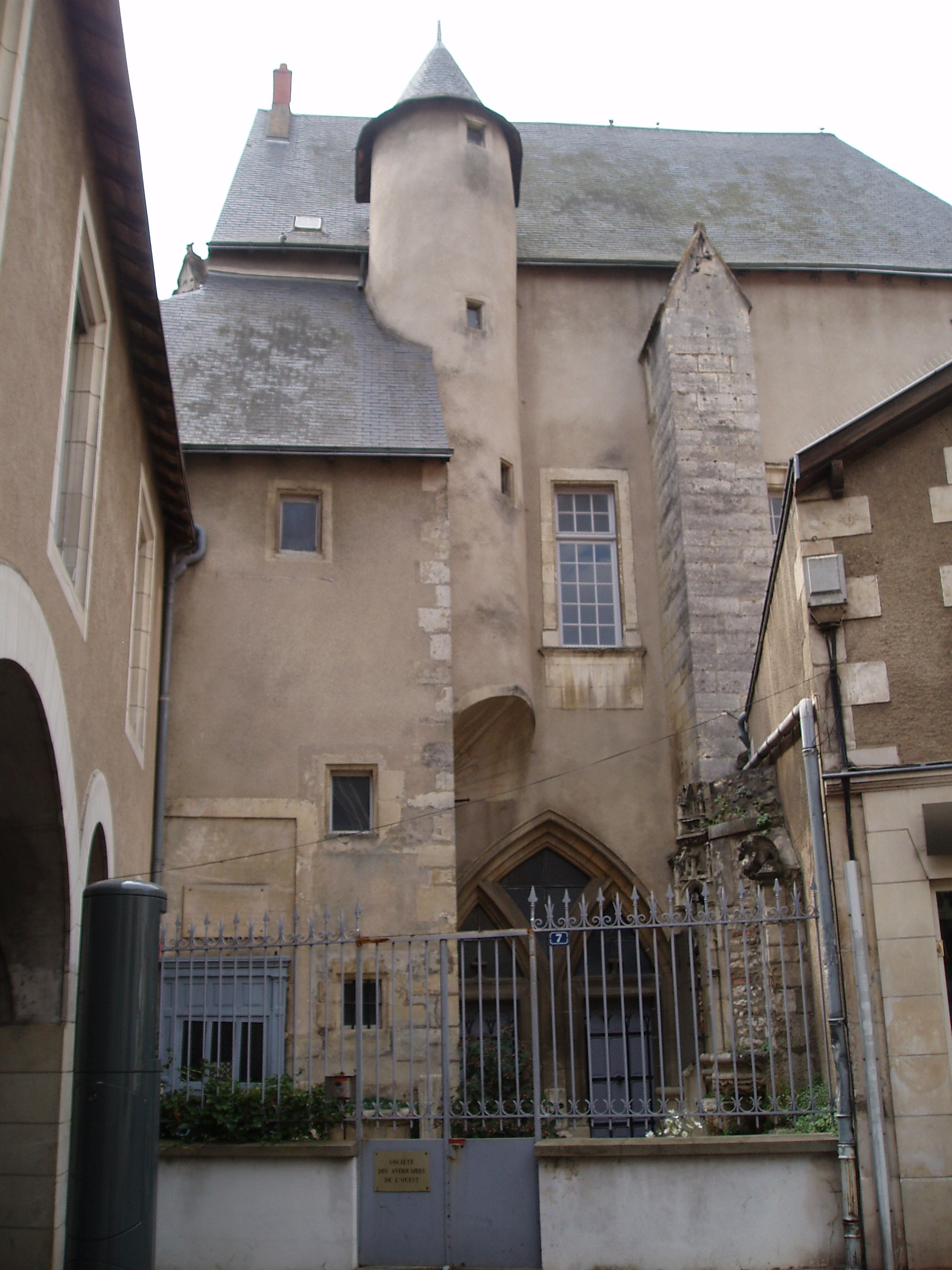
L’Échevinage, die vor dem heutigen Gebäude als Rathaus diente

L‘échevinage, im 15. Jahrhundert als Kapelle und Bibliothek der Universität errichtet, wurde im 18. Jahrhundert zum Rathaus und war der Vorgängerbau des heutigen Rathauses.
Das Rathaus von Poitiers ist der Schlusspunkt eines umfangreichen Urbanisierungsprojekts im Stadtzentrum, das mit der Eröffnung der Eisenbahn 1851 und dem Bau der Präfektur zwischen 1864 und 1869 begann. Im Zusammenhang mit dem Rathausneubau entstand auch die heutige „Rue Victor Hugo“ als Boulevard im Stil Georges-Eugène Haussmanns.
Ein Projekt in neugotischem Stil wurde ebenfalls vorgeschlagen, aber verworfen. Für den Neubau erhielt der Architekt Antoine-Gaétan Guérinot den Auftrag. Die Arbeiten wurden 1870 durch den Deutsch-Französischen Krieg unterbrochen, so dass sie erst 1875 abgeschlossen werden konnten.
Das Gebäude beherbergte bis 1974 auch das städtische Kunstmuseum.
Es ist ein bedeutendes Denkmal, das den Geschmack des Zweiten Kaiserreiches repräsentiert. Mit Dekret vom 29. Oktober 1975 wurden die Fassaden, Dächer und die Haupttreppe unter Denkmalschutz gestellt.

## Architektur

### Äußeres
Die Fassade ist im Stil der Neorenaissance und des Eklektizismus gestaltet. Sie bezieht sich auf das Pariser Rathaus. Ähnlich gestaltet wurden in dieser Zeit die Rathäuser z. B. in Niort oder Saint-Jean-d’Angély. Auch die Opéra Garnier in Paris gilt als Vorbild. Die Hauptfassade ist von Motiven des 18. Jahrhunderts inspiriert, im Gegensatz zu den viel strengeren Seiten- und der Rückfassade. Mit seinen breiten Fenstern mit doppelten horizontalen Querbalken ist es von Säulen und Ringbalken im Stil des Architekten Philibert de l’Orme sowie Laub- und Obstgirlanden im Stil der Architektur des ausgehenden 16. Jahrhunderts inspiriert. Die Medaillons und leeren Sockel sollten Skulpturen berühmter Persönlichkeiten aus Poitou aufnehmen, wurden aber aufgrund fehlender finanzieller Mittel nie geschaffen. Die Dekoration der Fassade ist im Wesentlichen das Werk der Bildhauer Besnard und Mallet. Das Wappen der Stadt ist an zahlreichen Stellen des Gebäudes angebracht, an Giebeln, Friesen, Beschlägen, Türgriffen, Parkettböden, Gemälden und Buntglasfenstern.
Die Fassade entspricht den Einteilungen und Funktionen der Innenräume. Ein Mittelrisalit betont den Haupteingang. Darüber befindet sich ein Balkon mit einem Rundbogenfenster, darüber ein Giebel, dekoriert mit dem Stadtwappen und dem Buchstaben P mit Schriftrollen, und eine Uhr. Sie wird von zwei allegorischen Figuren eingerahmt, Landwirtschaft und Industrie, von Louis-Ernest Barrias. Über allem thront als Dachreiter der Glockenturm. Er ist ein Werk des Tierbildhauers Auguste-Nicolas Caïn: Vier an den Ecken platzierte Löwen werden von Putten, die Fackeln tragen, überragt.

### Inneres

#### Vestibül und Treppenhaus
Der Haupteingang befindet sich im Mittelrisalit. Das Vestibül im Erdgeschoss erschloss zu beiden Seiten die Räume des Museums, die sich auf dieser Ebene befanden, und öffnet sich zum Großen Treppenhaus.
Diese theatralische Treppe steigt zur Loggia auf. Von hier kann der Besucher sehen und gesehen werden. Mehrere Skulpturen schmücken die Treppe: zwei allegorische Karyatiden von Louis-Ernest Barrias: Wissenschaft und Kunst, sowie Büsten der Bürgermeister der Stadt Poitiers zur Zeit des Baus: Olivier Bourbeau und Arsène Orillard, beide vom Bildhauer Pierre-Amédée Brouillet. Der von Albert Besnard und Mallet entworfene Treppenhandlauf nimmt die Friese der Fassade und des Glockenturms auf. Die beiden Gemälde, die die Wände schmücken, stammen vom offiziellen Maler der Dritten Republik, Pierre Puvis de Chavannes. Es ist Ölmalerei auf Leinwand, die, um Fresken zu imitieren, auf die Wand geklebt wurde. Beide wurden 1874 gemalt. Sie stellen zwei berühmte Episoden aus der Geschichte des Poitou dar:
- Venantius Fortunatus liest in der Abtei Ste-Croix in Poitiers der Heiligen Radegundis Gedichte vor und
- Karl Martell rettet das Christentum durch seinen Sieg in der Schlacht von Tours und Poitiers 732.

Die Büros, die sich auf beiden Seiten beider Seitenflügel befinden, können durch die in der Hauptfassade sichtbaren Türen der Eckpavillons erreicht werden.

#### Repräsentationsräume
Die Repräsentationsräume (Stadtratssaal, Ballsaal und Hochzeitssaal) sind traditionell im ersten Stock angeordnet.
Hochzeitssaal
Im Hochzeitssaal befindet sich eine Decke, die Léon Perrault, ein damals sehr erfolgreicher akademischer Künstler, gemalt hat. Sie zeigt den Triumph des Hymenaios (1882). Oberhalb des Kamins hängt ein weiteres Gemälde desselben Malers: Die Eheleute vor dem Gesetz (1884), in strengem neoklassischen Stil.
Salon d'Honneur / Ballsaal

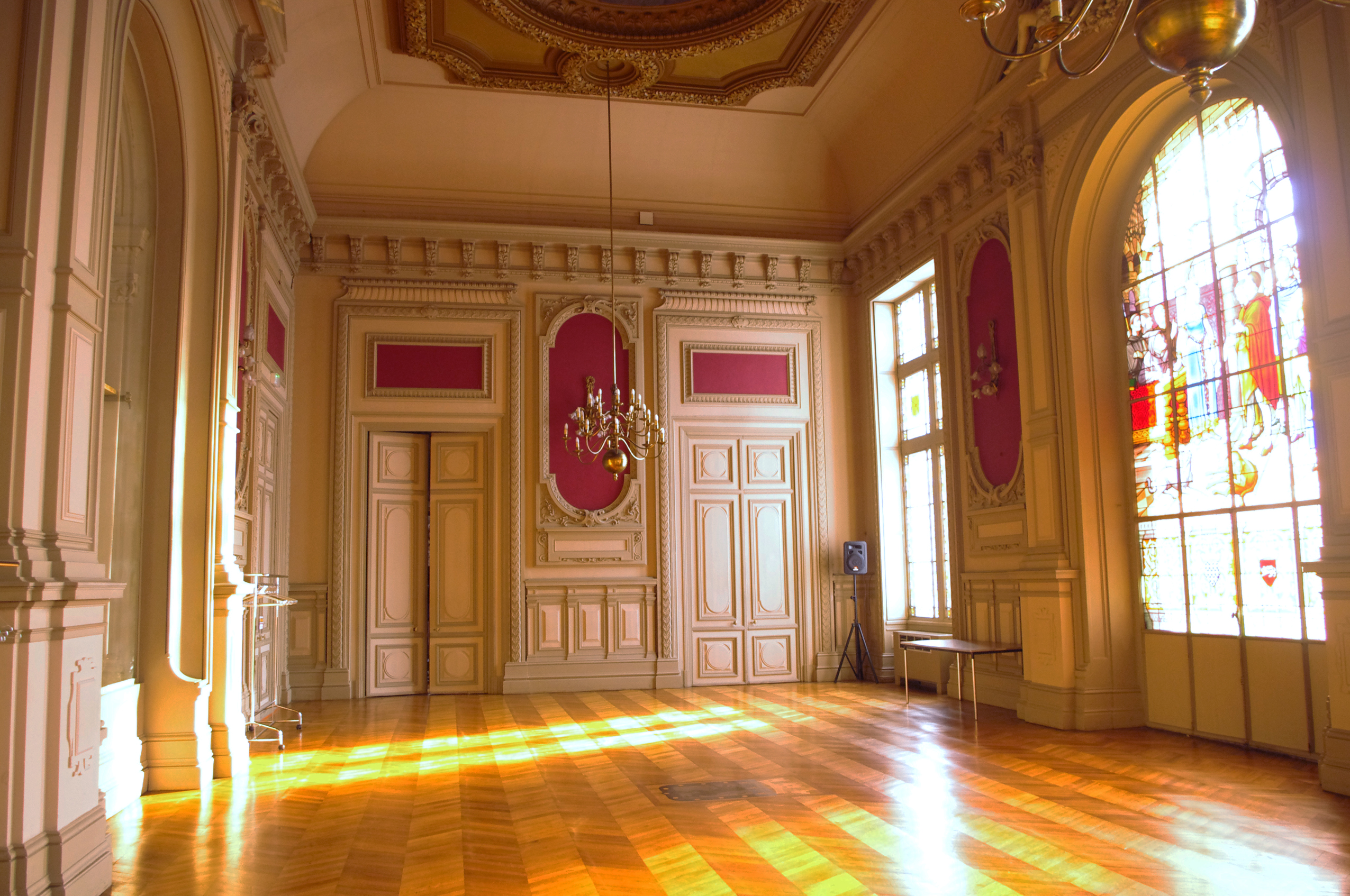
Ballsaal

Der Hauptraum, früher Ballsaal, ist mit Parkettboden, der das Wappen der Stadt zeigt, ausgestattet. Die Buntglasfenster sind ein Werk von Adolphe Steinheil und zeigen Eleonore von Aquitanien, wie sie die Stadtrechte von 1199 bestätigt. Unter den Ratsherren auf der rechten Seite befindet sich ein weiteres Porträt: das des Architekten Antoine-Gaétan Guérinot. Die Decke ist mit einem Gemälde von Jean-Baptiste Brunet bemalt: „Bertrand du Guesclin befreit 1372 Poitiers von den Engländern“ (1885).
Wappensaal
Der ehemals vom Stadtrat genutzte Saal, heute „Salle du coason“ genannt, ist mit einer von Émile Bin ausgemalten Decke versehen. Sie zeigt die Stadt Poitiers als Frau, die Arbeit belohnt, begleitet von Stärke, Gerechtigkeit, Nächstenliebe und Frieden. Auf beiden Seiten sind die Allegorien der Poitou-Flüsse Boivre und Clain dargestellt (1881–1882). Diese beiden Figuren stehen in Bezug zur realen Topographie der Flüsse: der Clain im Osten und der Boivre im Westen. In diesem Raum hängen auch zwei Gemälde aus einer Serie von vier Gemälden des Malers Alfred de Curzon. Die anderen beiden befinden sich im Hochzeitssaal. Diese vier Werke waren vorbereitende Entwürfe für die Deckenmosaike des Vorderfoyers der Garnier-Oper in Paris. Jedes stellt eine mythologische Liebesgeschichte dar: Artemis und Endymion, Eos und Kephalos, Orpheus und Eurydike, Hermes und Psyche.